# آرتور گریفیث
آرتور گریفیث (به ایرلندی: Ó Gríobhtha)، (به انگلیسی: Arthur Griffith)، زیسته (۳۱ مارس ۱۸۷۲ تا ۱۲ اوت ۱۹۲۲) سیاستمدار و نویسندهٔ ایرلندی است که حزب سیاسی شن فن را تأسیس و سپس رهبری کرد. او به عنوان رئیس جمهور (دِیل اِیرُون) از ژانویه تا اوت ۱۹۲۲ خدمت کرده، و رئیس هیئت ایرلندی در مذاکرات مربوط به پیمان انگلیس و ایرلند ۱۹۲۱ در لندن بود.